# Diplacella paulliniae
Diplacella paulliniae är en svampart som först beskrevs av Gonz. Frag. & Cif., och fick sitt nu gällande namn av Hans Sydow 1930. Diplacella paulliniae ingår i släktet Diplacella, ordningen Diaporthales, klassen Sordariomycetes, divisionen sporsäcksvampar och riket svampar.   Inga underarter finns listade i Catalogue of Life.